# Pegel Kaub
Der Kauber Pegel ist der wichtigste Pegel für die Rheinschifffahrt auf dem Mittelrhein, insbesondere für die Strecke zwischen Koblenz und Bingen am Rhein.

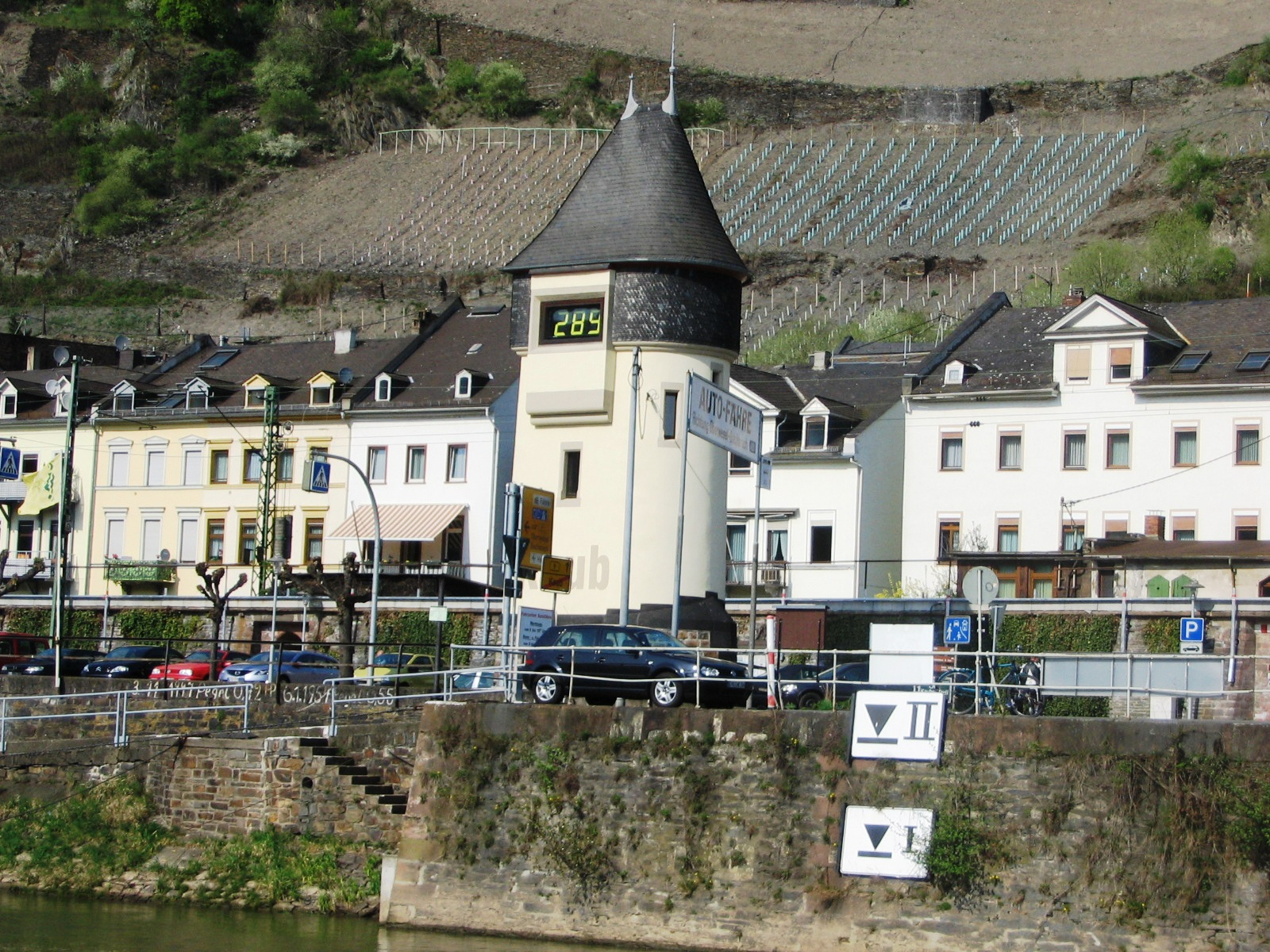
Pegelturm und Hochwassermarken

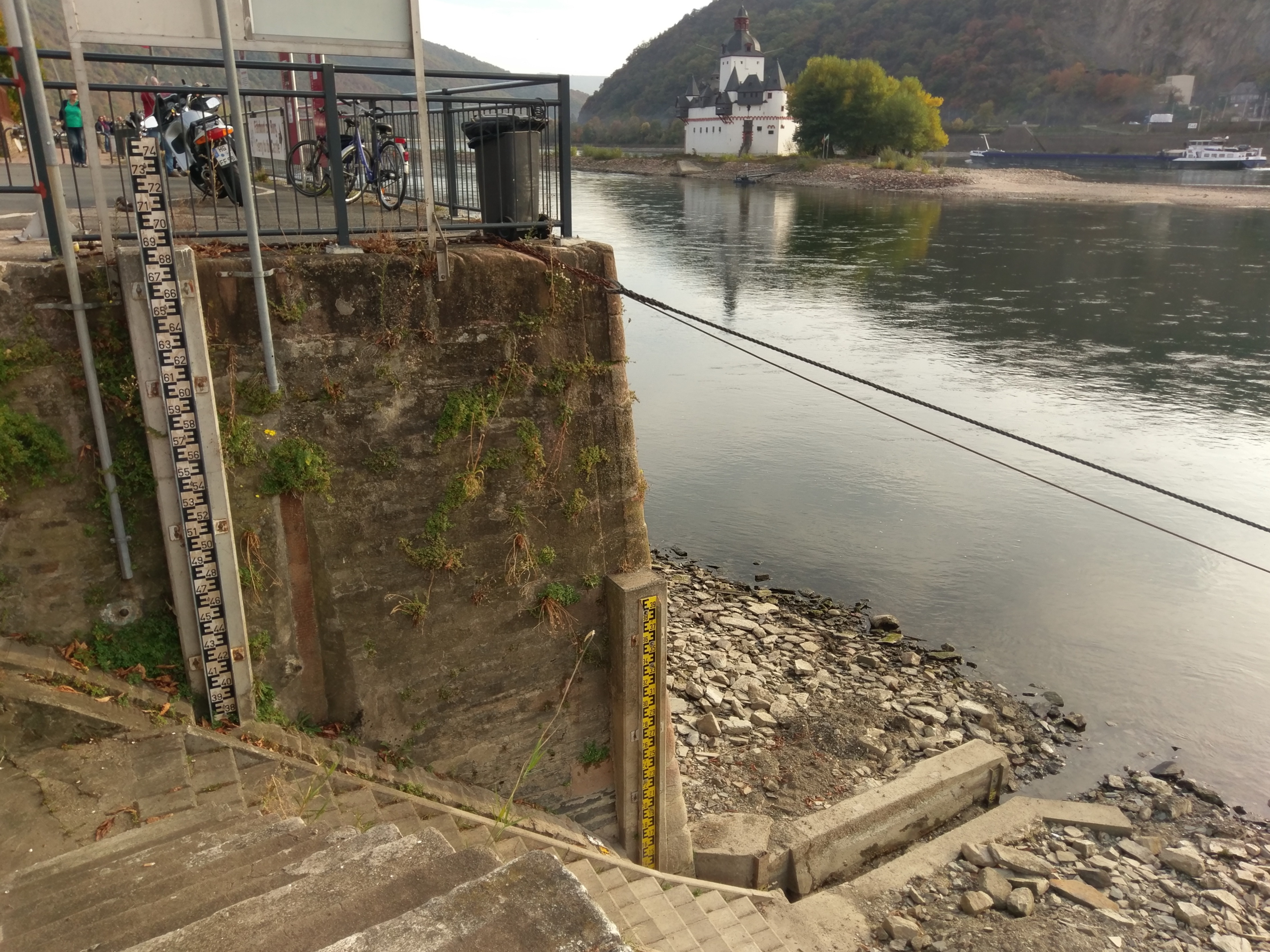
Die 4 Pegellatten während der Dürre im Oktober 2018

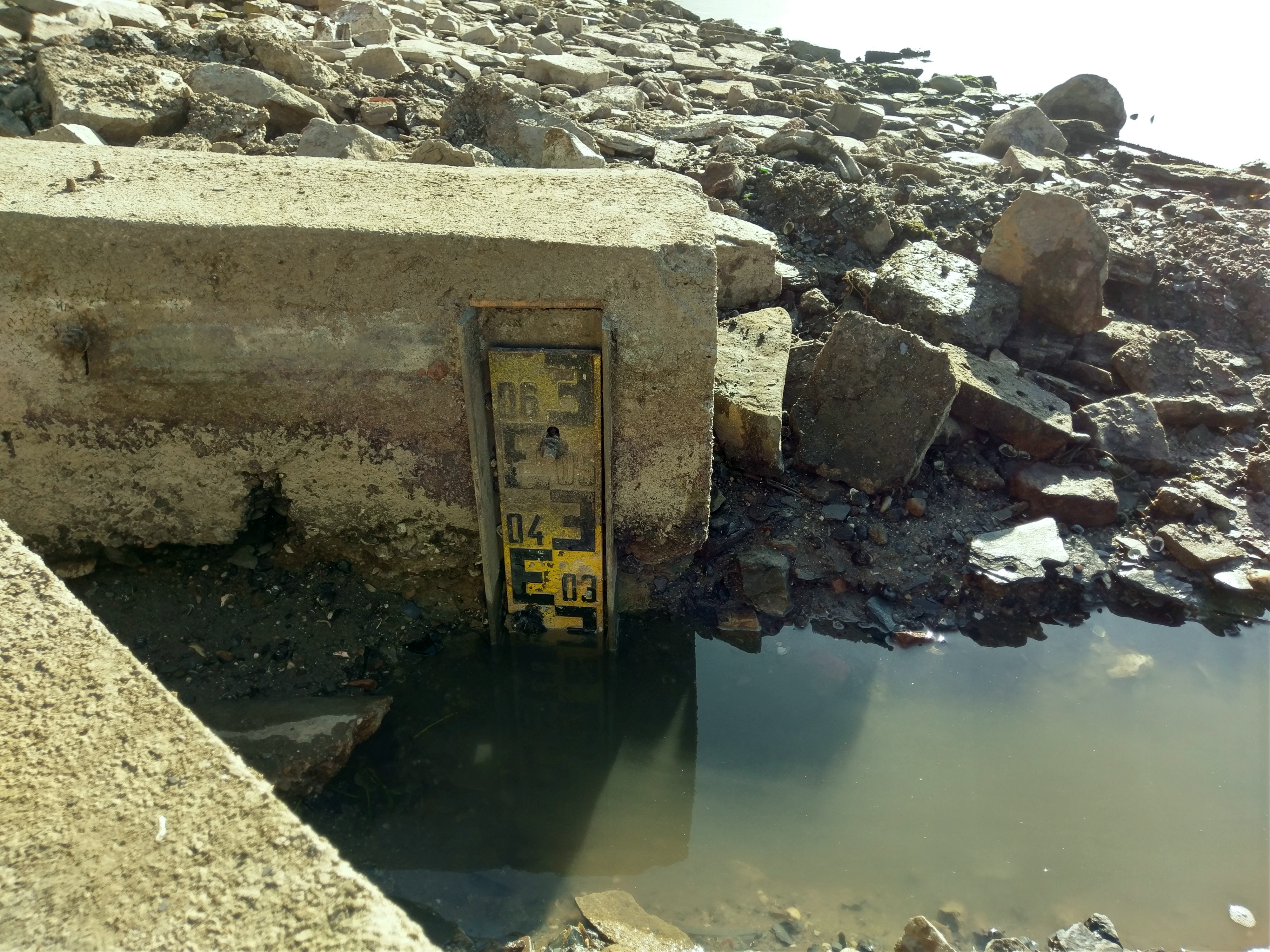
Pegelstand von 27–28 cm am 21. Oktober 2018

## Lage
Der Pegel befindet sich wenige Meter unterhalb der Kauber Pfalz bei Rheinkilometer 546,3 auf der rechten Flussseite in Höhe der Ortsmitte von Kaub mit der Fähre Kaub, Schiffermast und ehemaliger Lotsenstation.

## Geschichte
Der älteste Pegel am Rhein zwischen Bingen am Rhein und Mannheim kurz vor Beginn des Rhein-Durchbruchs durch das Schiefergebirge ist der Erfelder Pegel von 1797, heute am Altrhein an der Kühkopf-Knoblochsaue. In Kaub wurde erstmals 1856 mit einem Lattenpegel gemessen, noch in nassauischen Dezimalfuß. Der Pegelturm wurde von Preußen gebaut und am 18. Mai 1905 eröffnet mit einem Schreibpegel und der Anzeige des aktuellen Wasserstandes über einen mechanischen Großanzeiger, einer Pegeluhr (elektrisch seit 1951). Seit 1967 ist der Pegel mit Datenfernübertragung, seit 1968 mit einem Messwertansagegerät ausgestattet, 1973 wurde zusätzlich ein Lochstreifenpegel eingerichtet. Im Zuge der Modernisierung im Jahr 2011 wurde auf die Papieraufzeichnung verzichtet und stattdessen ein zweites Messgerät (redundant) installiert. Die Messwerte werden im sogenannten push-Betrieb in die gewässerkundliche Datenzentrale übermittelt.

## Bedeutung
Für die Rheinschifffahrt nach Bestimmungsorten oberhalb von Koblenz ist der Pegel Kaub als Rechengröße von zentraler Bedeutung. Danach bemisst sich bei Niedrigwasser für die Frachtschifffahrt die mögliche Ladetiefe und damit die Tauchtiefe des Schiffes. Man lädt so beispielsweise 80 bis 120 cm Tiefgang auf den Pegel Kaub je nach Risikobereitschaft und steigender oder fallender Pegeltendenz.

## Daten
- Pegelnullpunkt: 67,66 m ü. NN (seit 1. Januar 1951)
- Hochwassermarke I (HSW I): 4,60 m
- Hochwassermarke II (HSW II): 6,40 m (Einstellung des Schiffsverkehrs)
- höchster Wasserstand (HHW): (1883) 8,25 m
- mittlerer Wasserstand (MW) in der Zeitreihe 2000–2010: 2,24 m
- niedrigster bekannter Wasserstand (NNW) (22. Oktober 2018): 0,24 m
- Gleichwertiger Wasserstand (GlW): 0,78[1]
- Telefonische Messwerteansage: +49-6774-19429
- Wasserstände der letzten 14 Tage: Bundesanstalt für Gewässerkunde[2]
- Betreiber: Wasser- und Schifffahrtsamt Bingen

## Hochwasser
| Datum             | Pegelhöhe in cm    |
| ----------------- | ------------------ |
| 28. November 1882 | 811                |
| 5. Januar 1883    | 825                |
| 2. Februar 1893   | 911 eisbeeinflusst |
| 16. Januar 1920   | 792                |
| 19. Januar 1955   | 750                |
| 27. Februar 1970  | 793                |
| 29. Mai 1983      | 741                |
| 29. März 1988     | 819                |
| 23. Dezember 1993 | 766                |
| 29. Januar 1995   | 780                |